# Karate en los XXI Juegos Centroamericanos y del Caribe
Se detallan los resultados de las competiciones deportivas para la especialidad de Karate
en los XXI Juegos Centroamericanos y del Caribe.

## Karate
El campeón de la especialidad Karate fue  Venezuela.

### Medallero
Los resultados del medallero por información de la Organización de los Juegos Mayagüez 2010
fueron:

#### Medallero total
País anfitrión en negrilla. La tabla se encuentra ordenada por la cantidad de medallas de oro.
| Núm.  | País                  | Oro | Plata | Bronce | Total | Orden por Total |
| ----- | --------------------- | --- | ----- | ------ | ----- | --------------- |
| 1     | Venezuela             | 6   | 2     | 4      | 12    | 2               |
| 2     | México                | 4   | 4     | 3      | 11    | 3               |
| 3     | República Dominicana  | 3   | 2     | 9      | 14    | 1               |
| 4     | Guatemala             | 2   | 2     | 2      | 6     | 4               |
| 5     | El Salvador           | 1   | 2     | 1      | 4     | 6               |
| 6     | Colombia              | 0   | 2     | 1      | 3     | 7               |
| 7     | Antillas Neerlandesas | 0   | 1     | 0      | 1     | 10              |
| 7     | Trinidad y Tobago     | 0   | 1     | 0      | 1     | 10              |
| 9     | Puerto Rico           | 0   | 0     | 6      | 6     | 4               |
| 10    | Panamá                | 0   | 0     | 3      | 3     | 7               |
| 11    | Costa Rica            | 0   | 0     | 2      | 2     | 9               |
| 12    | Nicaragua             | 0   | 0     | 1      | 1     | 10              |
| TOTAL | TOTAL                 | 16  | 16    | 32     | 64    |                 |

Fuente: Organización de los XXI Juegos Centroamericanos y del Caribe

#### Medallero por género
País anfitrión en negrilla. La tabla se encuentra ordenada por la cantidad de medallas de oro.
| Clasificación por Oro | País                  | Hombres | Hombres | Hombres | Hombres | Mujeres | Mujeres | Mujeres | Mujeres | TOTAL | Clasificación por Total |
| Clasificación por Oro | País                  |         |         |         | Total   |         |         |         | Total   | TOTAL | Clasificación por Total |
| 1                     | Venezuela             | 4       | 0       | 2       | 6       | 2       | 2       | 2       | 6       | 12    | 2                       |
| 2                     | México                | 2       | 2       | 1       | 5       | 2       | 2       | 2       | 6       | 11    | 3                       |
| 3                     | República Dominicana  | 1       | 1       | 5       | 7       | 2       | 1       | 4       | 7       | 14    | 1                       |
| 4                     | Guatemala             | 0       | 1       | 1       | 2       | 2       | 1       | 1       | 4       | 6     | 4                       |
| 5                     | El Salvador           | 1       | 2       | 0       | 3       | 0       | 0       | 1       | 1       | 4     | 6                       |
| 6                     | Colombia              | 0       | 1       | 1       | 2       | 0       | 1       | 0       | 1       | 3     | 7                       |
| 7                     | Antillas Neerlandesas | 0       | 0       | 0       | 0       | 0       | 1       | 0       | 1       | 1     | 10                      |
| 7                     | Trinidad y Tobago     | 0       | 1       | 0       | 1       | 0       | 0       | 0       | 0       | 1     | 10                      |
| 9                     | Puerto Rico           | 0       | 0       | 3       | 3       | 0       | 0       | 3       | 3       | 6     | 4                       |
| 10                    | Panamá                | 0       | 0       | 2       | 2       | 0       | 0       | 1       | 1       | 3     | 7                       |
| 11                    | Costa Rica            | 0       | 0       | 1       | 1       | 0       | 0       | 1       | 1       | 2     | 9                       |
| 12                    | Nicaragua             | 0       | 0       | 0       | 0       | 0       | 0       | 1       | 1       | 1     | 10                      |
| TOTAL                 | TOTAL                 | 8       | 8       | 16      | 32      | 8       | 8       | 16      | 32      | 64    |                         |

Fuente: Organización de los XXI Juegos Centroamericanos y del Caribe